# La Dimension cachée
La Dimension cachée (titre original : The Hidden Dimension) est un essai écrit par l'anthropologue américain Edward T. Hall et publié en 1966.

## Résumé
Edward T. Hall présente tout d'abord l'approche proxémique et rappelle les travaux précédant cet ouvrage, que ce soient ceux d'anthropologues sur plusieurs décennies ou les siens, expliqués dans son ouvrage précédent Le Langage silencieux.
L'auteur cite ensuite des expériences d'éthologie montrant la régulation de l'utilisation de l'espace chez des populations animales. Il détaille les espaces sensoriels humains, et disserte sur la façon dont l'art permet de se confronter à d'autres perceptions de l'espace.
Puis il met en place un modèle d’anthropologie de l'espace et présente les distances intimes, personnelles, sociales et publiques déterminées expérimentalement. Edward T. Hall compare alors les proxémies de différentes cultures avant d'ouvrir la notion à l'architecture, l'urbanisme et l'« avenir humain ».